# Crkva sv. Marije u Dolu na Hvaru
Crkva sv. Marije se nalazi u zapadnoj dolini sela Dol, u njegovom zaselku koji po crkvi nosi naziv Dol sv. Marije. Nekad je bila posvećena sv. Petru.

## Opis
Crkva se prvi puta spominje u 14. st. kada je bila jednobrodna pravokutna građevina s četvrtastom apsidom. Godine 1621. crkvu proširuje njezina bratovština dogradnjom prednjeg dijela. Do 18. st. je na vrhu pročelja stajala preslica koja je tada preseljena na specifičan jednozidni zvonik ispred crkve. Na južnoj je strani crkve bočni portal s uklesanom 1776. godinom.
U unutrašnjosti crkve nalazi se samo jedan oltar, rad Ivana Rendića (1849. – 1932.) sa slikom Gospe koja je djelo anonimnog toskanskog majstora 15. st. Apsida je u potpunosti zatvorena rešetkom od kovanog željeza izrađenom 1767.